# Західнопоморське воєводство
Західнопомо́рське воєво́дство (пол. województwo zachodniopomorskie вимовляється [vɔjɛˈvut͡stfɔ zaˌxɔdɲɔpɔˈmɔrskʲɛ] ( прослухати)) розташоване у Північно-Західній Польщі, це територія історичної Східної Померанії, польська частина сучасного єврорегіону «Померанія». Межує на заході з німецькими землями Мекленбург-Передня Померанія і Бранденбург.
Воєводство було створене 1 січня 1999 року внаслідок адміністративної реформи. Об'єднало колишні Щецінське та Кошалінське воєводства, а також частини колишніх Гожовського, Пільського, Слупського воєводств.

## Історія
У 1815 році за підсумками Віденського конгресу територія королівства Пруссія була значно збільшена. Зокрема, Пруссії була передана остання частина, що залишилася Шведської Померанії, включаючи Штральзунд і острів Рюген. Натомість Пруссія віддала Данії герцогство Лауенбург і додатково виплатила їй 2,6 млн талерів. У 1815-1816 році Пруссія провела адміністративну реформу -- території Західної Померанії в її нових кордонах утворили одну з 10 провінцій королівства з адміністративним центром Штецін.
У 1932 році округ Штральзунд скасувався, а його територія була повністю приєднана до округу Штецін. У 1938 році було скасовано провінцію Позен-Західна Пруссія, а її основну частину передали в провінцію Померанія як адміністративний округ Позен-Західна Пруссія з центром в місті Шнайдемюль. Разом з цим до складу нового округу були передані райони Арнсвальде і Фрідельберг із провінцією Бранденбург, а також райони Драмбург і Нойштеттин, що знаходяться раніше в окрузі Кеслін. Після війни відповідно до умов Потсдамської угоди 1945 року, територія провінції Померанія, розташована на схід від Одеру, а також частина лівобережних земель на північ від Гарца (з Штеттіном і Свінемюнде) відійшли Польщі. Решта території були об'єднані із Мекленбургом і в 1949 році увійшли до складу НДР. У Польщі на колишніх померанских землях були створені у 1945 році Щецінське та в 1950 році Кошалінське воєводства, які з певними змінами проіснували до 1998 року, а потім були об'єднані з 1 січня 1999 року в Західнопоморське воєводство.

## Географія

### Розміщення
Західнопоморське воєводство розміщене на північному заході Польщі. Межує:
- на заході з землею Мекленбург-Передня Померанія (Німеччина),
- на півдні з Любуським та Великопольським воєводствами,
- на сході з Поморським воєводством,
- на півночі омивається Балтійським морем.

Територія воєводства природним чином ділиться на дві частини — балтійське узбережжя і Західнопоморське поозер'я. Пояс піщаного узбережжя освоєний різними курортами.

## Демографія
| Рік  | Населення |
| ---- | --------- |
| 1995 | 1 720 782 |
| 2000 | 1 697 935 |
| 2005 | 1 694 178 |
| 2010 | 1 693 072 |
| 2015 | 1 710 482 |
| 2019 | 1 696 193 |
| 2022 | 1 676 920 |

## Адміністративний поділ
Щецін — столиця регіону, був протягом 500 років княжою резиденцією поморської династії Гріффітів. Вони володіли прибалтійськими землями від острова Ругія до міста Ленборк на сході. 

### Міста з населенням понад 40 000
| Місто       | Населення | Площа      |
| ----------- | --------- | ---------- |
| Щецин       | 411 119   | 300,83 км² |
| Кошалін     | 107 886   | 83,20 км²  |
| Старгард    | 70 639    | 48,10 км²  |
| Колобжег    | 44 887    | 25,67 км²  |
| Свіноуйсьце | 40 933    | 197,23 км² |

## Туризм

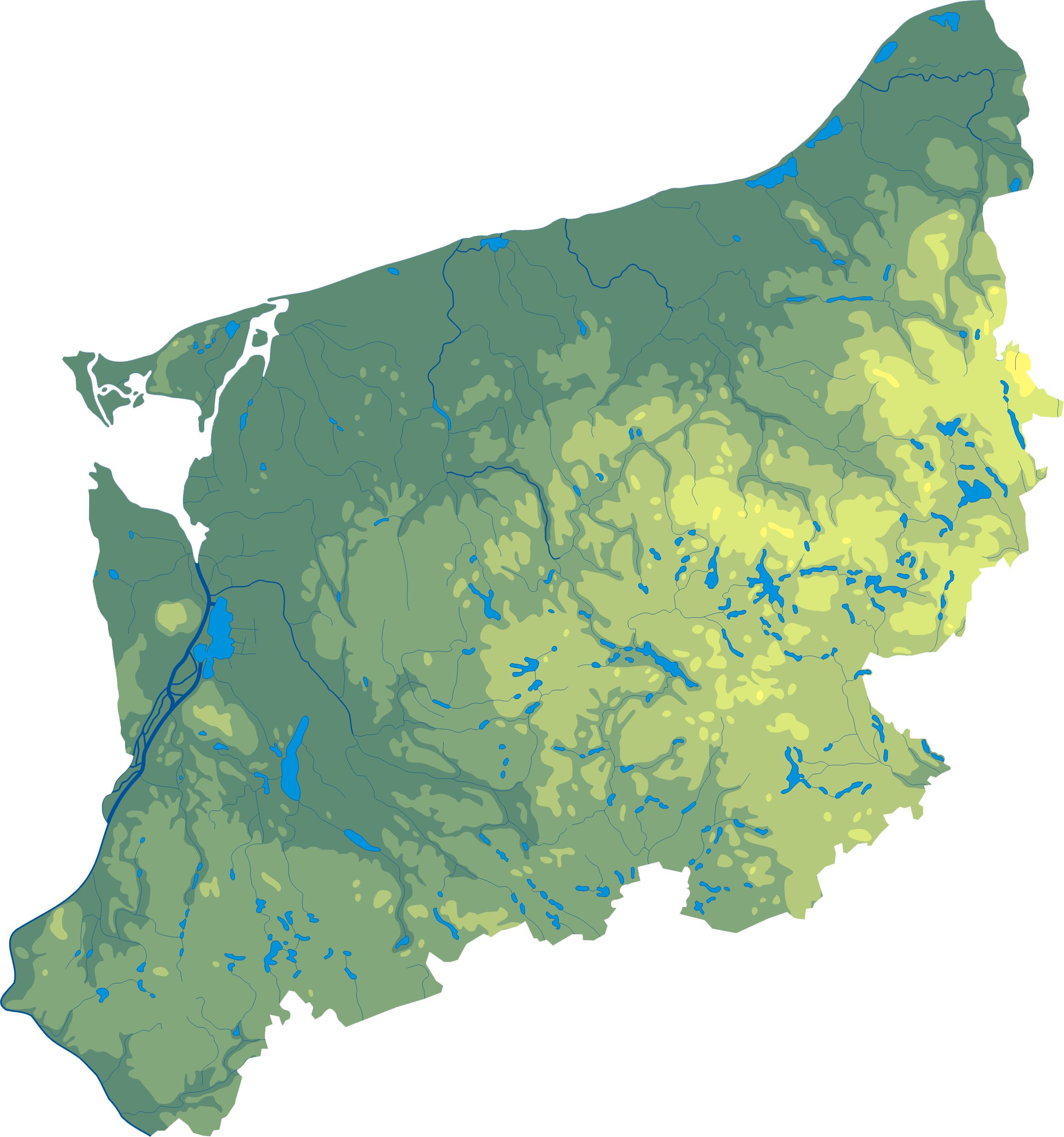
Фізична мапа Західнопоморського воєводства

Золотисті пляжі, вкриті розшматованими кліфами, витягнуті на пісок рибальські катери та чайки, що кружляють над ними. У Західнопоморському воєводстві можна милуватися цими типовими картинами балтійського узбережжя. Сюди охоче приїжджають німецькі туристи. Тут велике різноманіття флори та фауни у її природному середовищі.